# Ballana delta
Ballana delta är en insektsart som beskrevs av Delong 1964. Ballana delta ingår i släktet Ballana och familjen dvärgstritar. Inga underarter finns listade i Catalogue of Life.